# Hreðavatn
Hreðavatn est un lac situé dans l'ouest de l'Islande, dans la région du Versturland. Il est long de 5 km environ.
Le lac est situé près de la route 1 et de l'université de Bifröst, une dépendance de l'Université d'Islande au nord de la ville de Borgarnes. Dans les environs se trouvent le volcan Baula et les cratères de Grábrók. Quelques forêts, surtout de bétulacées, ont été plantées ici.
En Islande, il y a des programmes gouvernementaux de reboisement, principalement pour mettre fin à l'érosion des montagnes. On peut voir des résultats déjà dans quelques autres régions, par exemple dans le nord près de la ville Akureyri, mais aussi dans l'ouest aux environs du lac Skorradalsvatn. Ce reboisement a toutefois connu des problèmes à cause des insectes, surtout les bostrychides importés avec les arbres. 